# Relais de poste à chevaux de Launois-sur-Vence
Le relais de poste à chevaux de Launois-sur-Vence est un relais de poste du XVIIe siècle, à Launois-sur-Vence en Ardennes où les diligences s'arrêtaient, les voyageurs se restauraient, et les chevaux étaient changés pour continuer avec un attelage plus frais. 
Ces relais de communication terrestre adaptés à la circulation rapide de chevaux ont constitué à l'époque de leur création une révolution des transports. Le bâtiment et son agencement permettent d'imaginer cette activité si spécifique et d'admirer les constructions des compagnons charpentiers des Ardennes.

## Histoire
Le relais est construit en 1654. Il est placé à l'intersection de deux axes, l'axe Sedan-Paris via les villes de Mézières et de Charleville, et  l'axe Stenay-Aubenton, reliant, au-delà de ces deux villes, le Nord de la France et l'Est de la France. L'axe stratégiquement et historiquement le plus important est le premier, menant de la capitale à un territoire aux frontières du royaume.
Ce relais de poste aux chevaux devient aussi une demeure des Messageries Royales, ouverte jour et nuit au trafic des voyageurs et des marchandises. En 1762, il voit passer une fois par semaine un carrosse Paris-Sedan. Au début du XIXe siècle, c'est une diligence par jour. Il accueille aussi des charrettes "d'utilité publique" et de petits attelages. Au relais suivant, l'équipage est changé, et les chevaux reviennent au relais initial menés par un postillon. Les conditions de travail des postillons sont rudes, bravant les intempéries, et les personnages sont souvent truculents. Tout charretier ou voiturier croisé doit leur céder la moitié du chemin.
L'activité de ce relais est favorisée par la fondation, peu de temps auparavant, de la ville de Charleville (aujourd'hui Charleville-Mézières) par Charles de Gonzague puis la création d'une des manufactures d'armes royales les plus importantes du royaume de France. Certains attelages passant par ce relais apportent également le saumon pêché par les moines dans la Semoy aux tables royales du Château de Versailles : la plaque du brassard de postillon de Launois, déposée au Musée de La Poste de Paris, porte une devise avec le mot "saumon".
La charge du relais est assurée la famille Potier, une dynastie de maîtres de Postes. À la fin du XVIIIe siècle, les  Potier, pour assurer leur activité, possèdent une écurie de douze chevaux. Ce maître de poste n'est pas chargé de la collecte et de la distribution des courriers, qui sont assurées par les maîtres des courriers, embryons de la future poste aux lettres. Les Potier sont aussi cultivateurs, complétant ainsi leurs revenus, ce qui est assez courant au sein des maîtres de postes. Ils disposaient ainsi d'importantes fumures et du fourrage nécessaire à l'entretien d'une cavalerie croissante. Lors de la Révolution de  1789, bien que perdant les privilèges attachés à leurs fonctions, les Potier n'abandonnent pas le relais et utilisent les revenus dont ils disposent pour acquérir des biens nationaux, renforçant leur situation.
Fermé à la suite du déclin des transports par diligence et du développement du chemin de fer au XIXe siècle, un temps utilisé comme exploitation agricole, le relais a été restauré à la fin du XXe siècle par une association d'animation culturelle puis  de sauvegarde du patrimoine, désormais propriétaire des lieux. 
Il accueille aujourd'hui 60 000 visiteurs par an.
Le relais est inscrit au titre des monuments historiques par arrêté du 3 mai 1994.

## Description
L'ensemble architectural est en forme de quadrilatère ouvert, comprenant la demeure du Maître de Poste, surmontée de chambres pour les voyageurs et flanquée de deux portes charretières, une cour intérieure bordée d'un corps de logis, d'une vaste halle aux diligences, d'une suite d'écuries, et d'une bergerie.
À l'entrée septentrionale, la porte charretière  est surmontée d'une loge de guetteur, avec colombages. L'espace est prévu pour permettre au guetteur de surveiller l'extérieur et l'intérieur du relais. La halle aux diligences est l'œuvre des compagnons charpentiers ardennais de l'époque. C'est une véritable cathédrale de bois, utilisant le bois d’aulne, qui absorbe l’eau et la rejette, sans pourrir. L'aménagement intérieur entre cette halle et les écuries était pensé en fonction du circuit des chevaux fatigués, et des chevaux frais. À leur arrivée, les bêtes allaient  boire, puis elles étaient pansées et nourries. Un cheval disposait ensuite de 48 heures pour reprendre des forces.
Cette halle a fait fonction de grange, et a été aménagée en conséquence, lorsque le relais est devenu une exploitation agricole. 
Des caves voutées sont situées en dessous. Les écuries sont surmontées de greniers à grain et à foin.

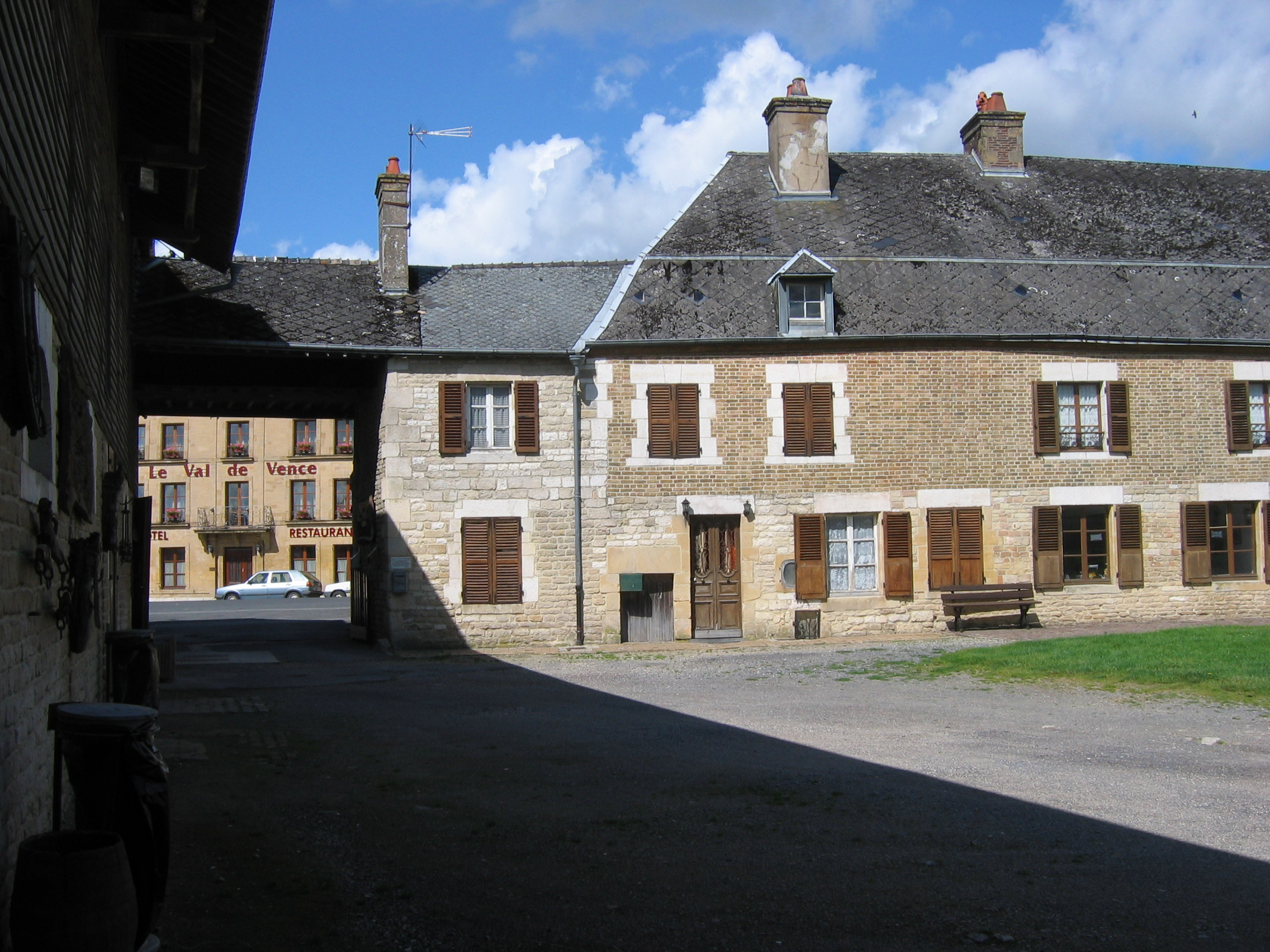
Entrée et demeure.
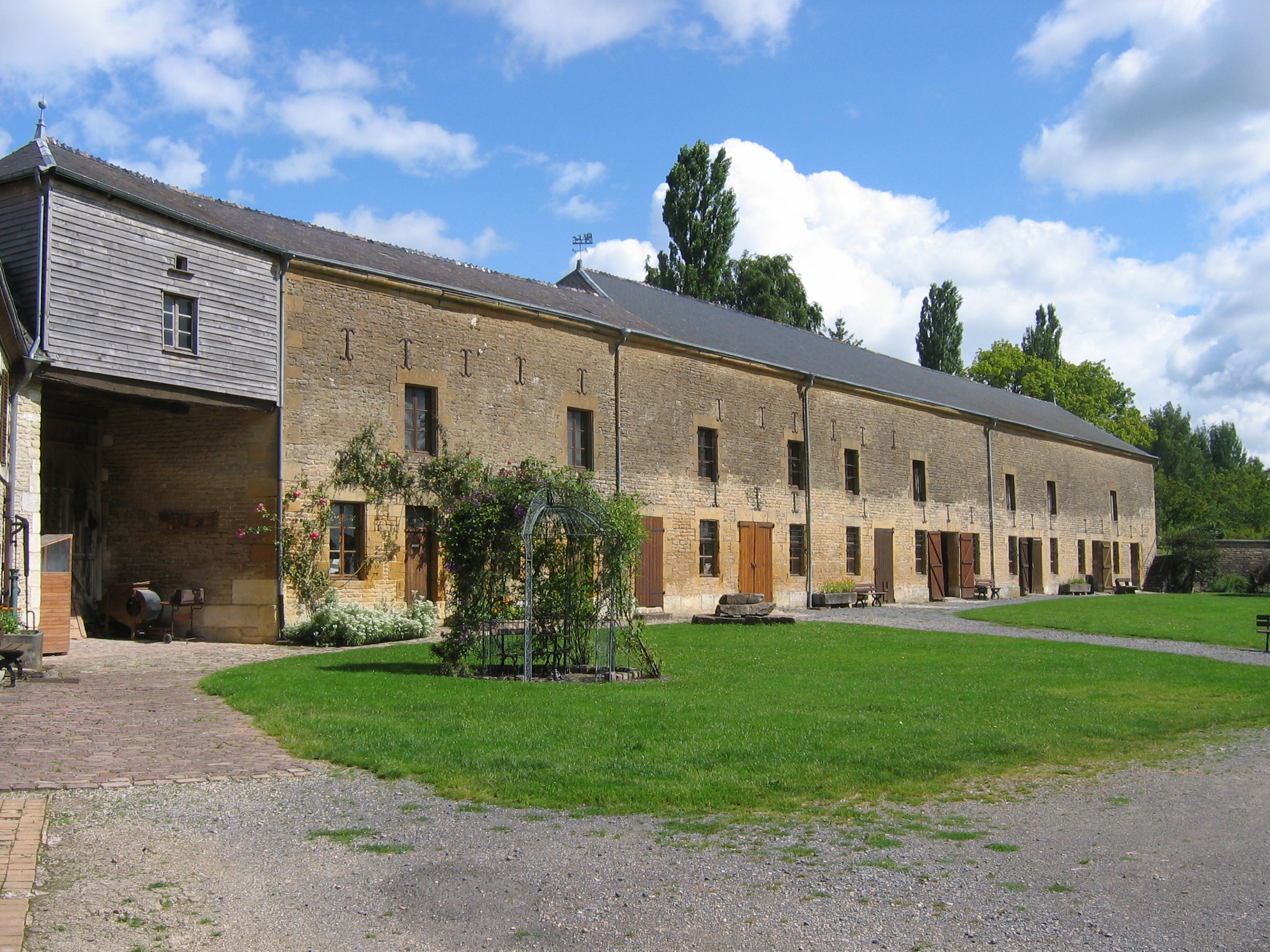
.
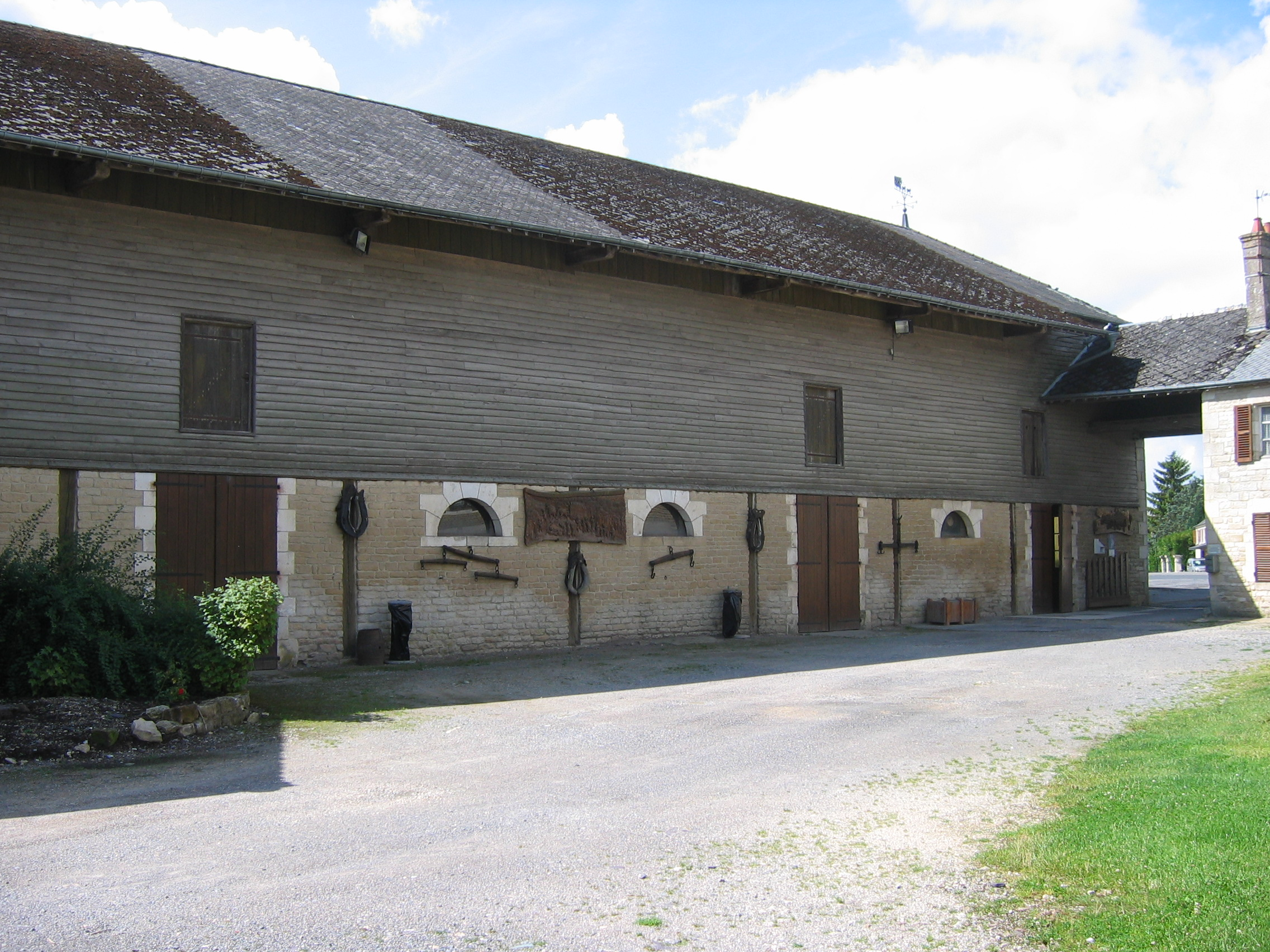
.
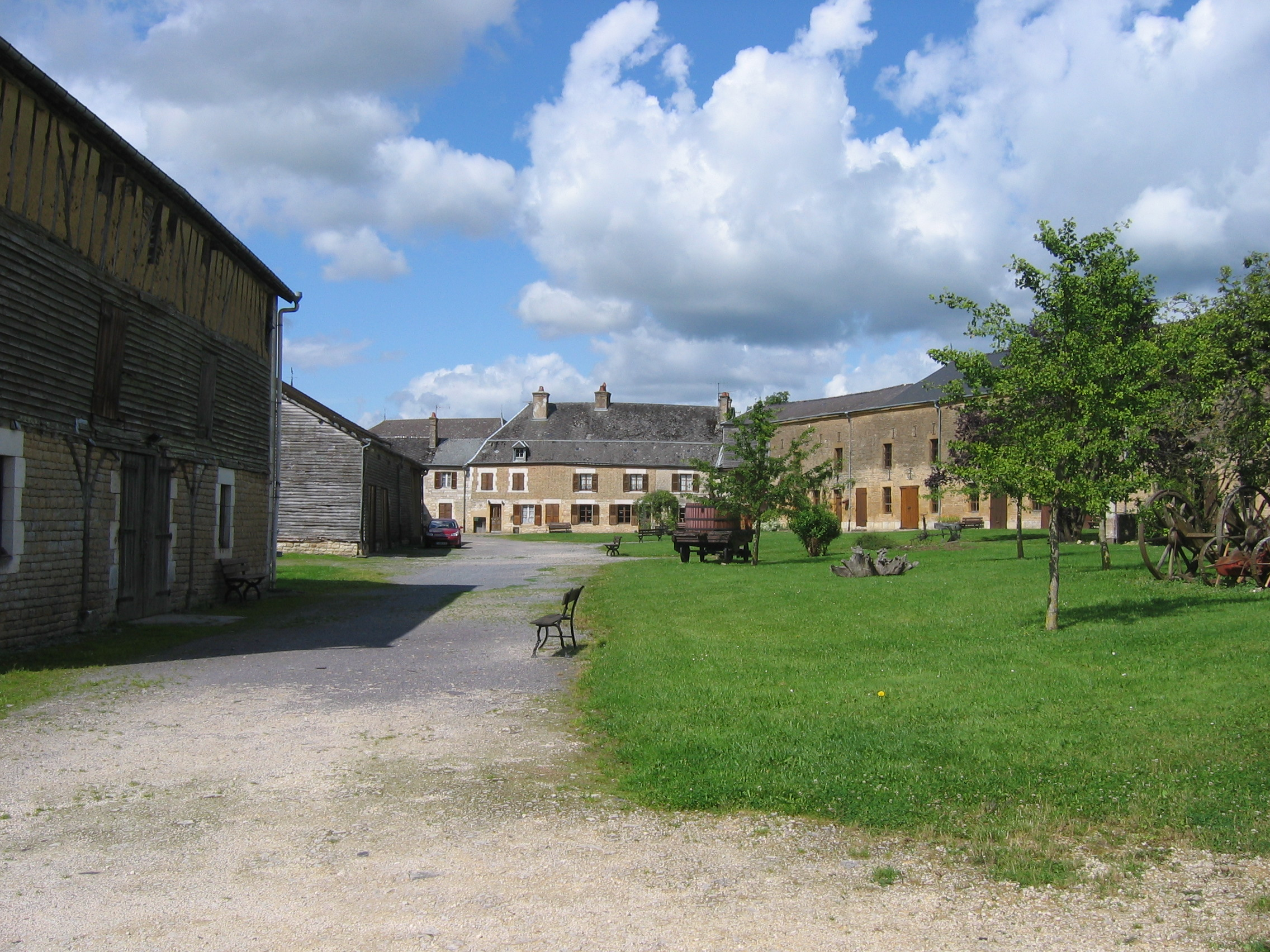
.
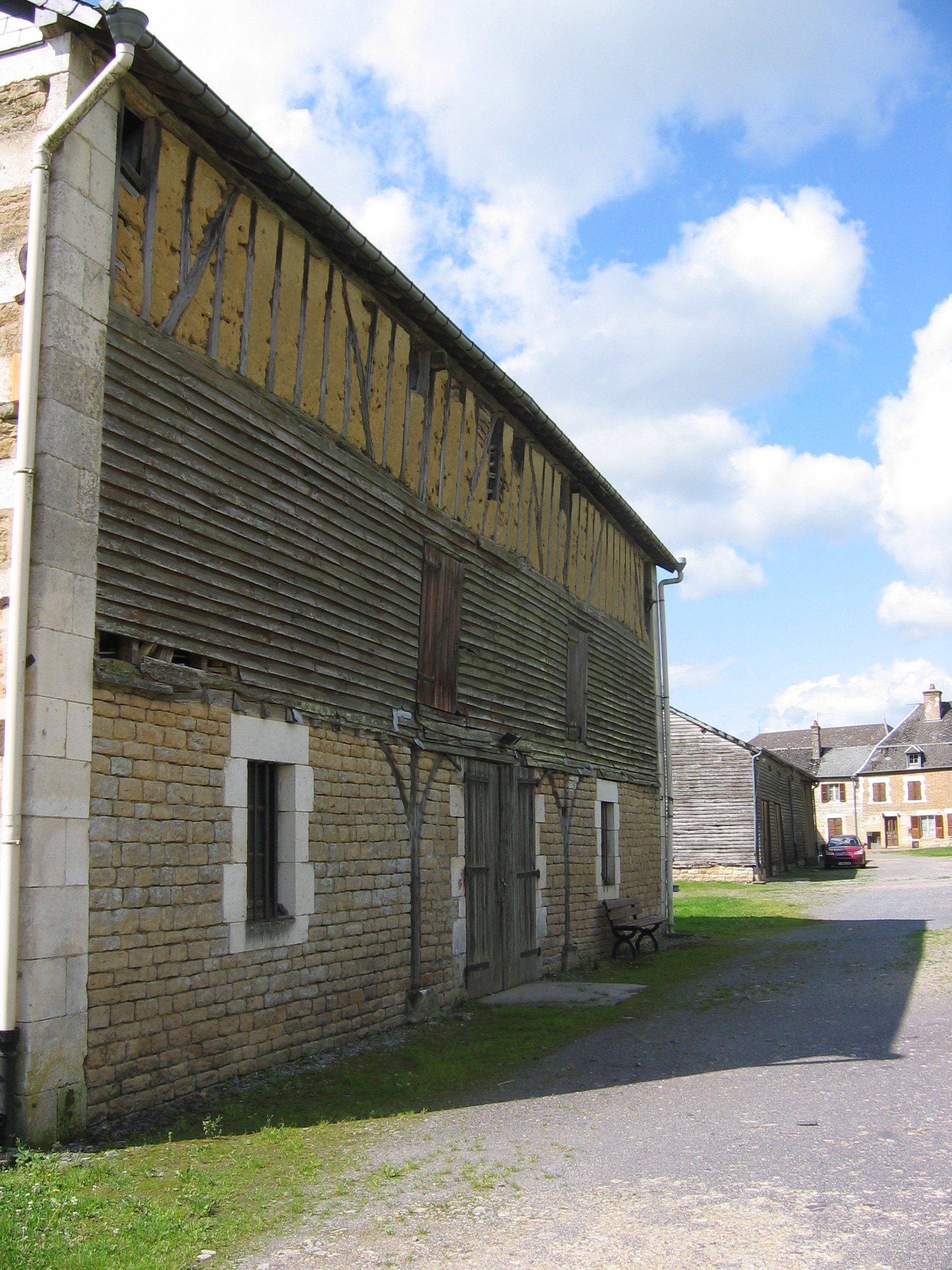
.
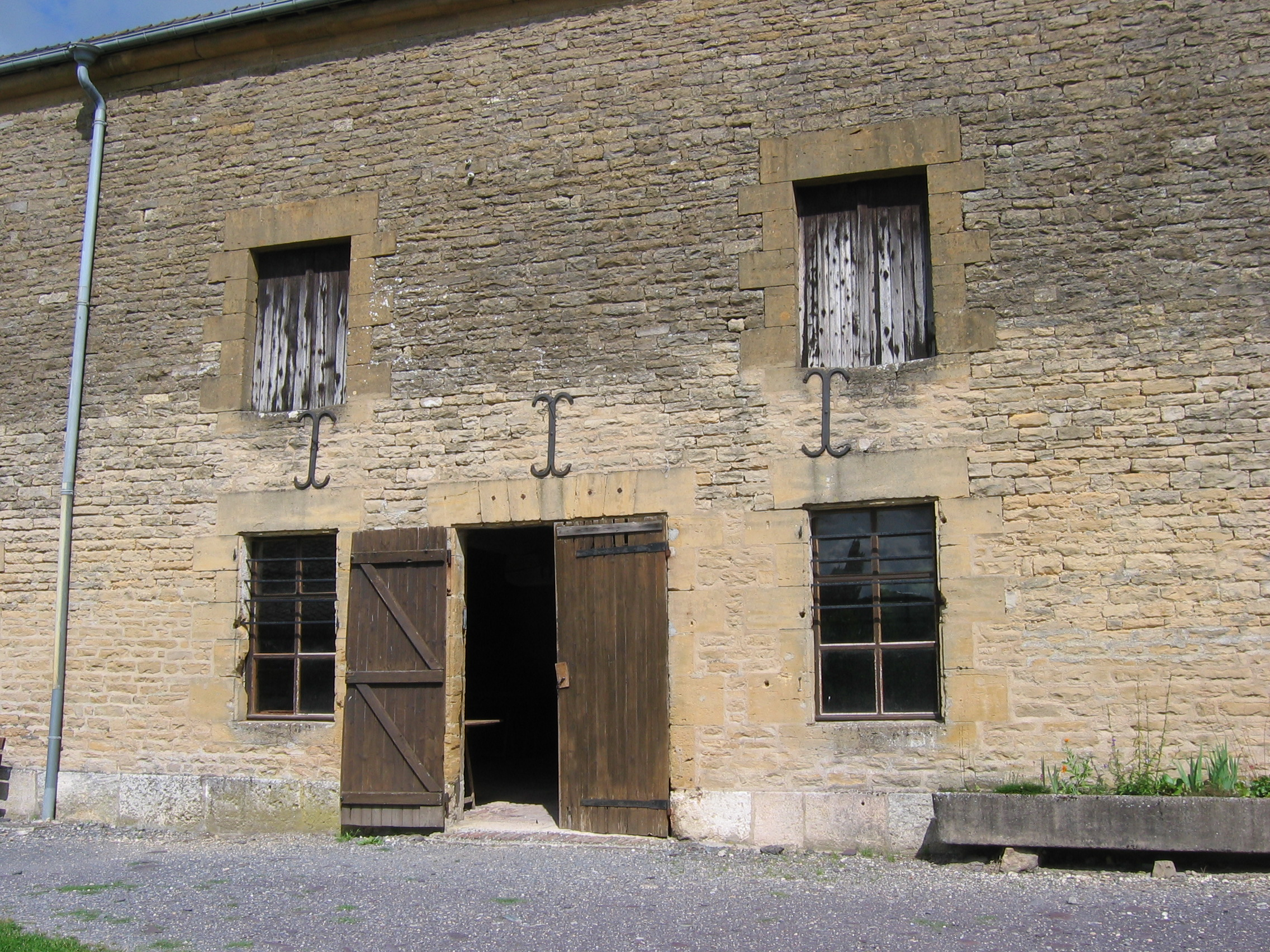
.
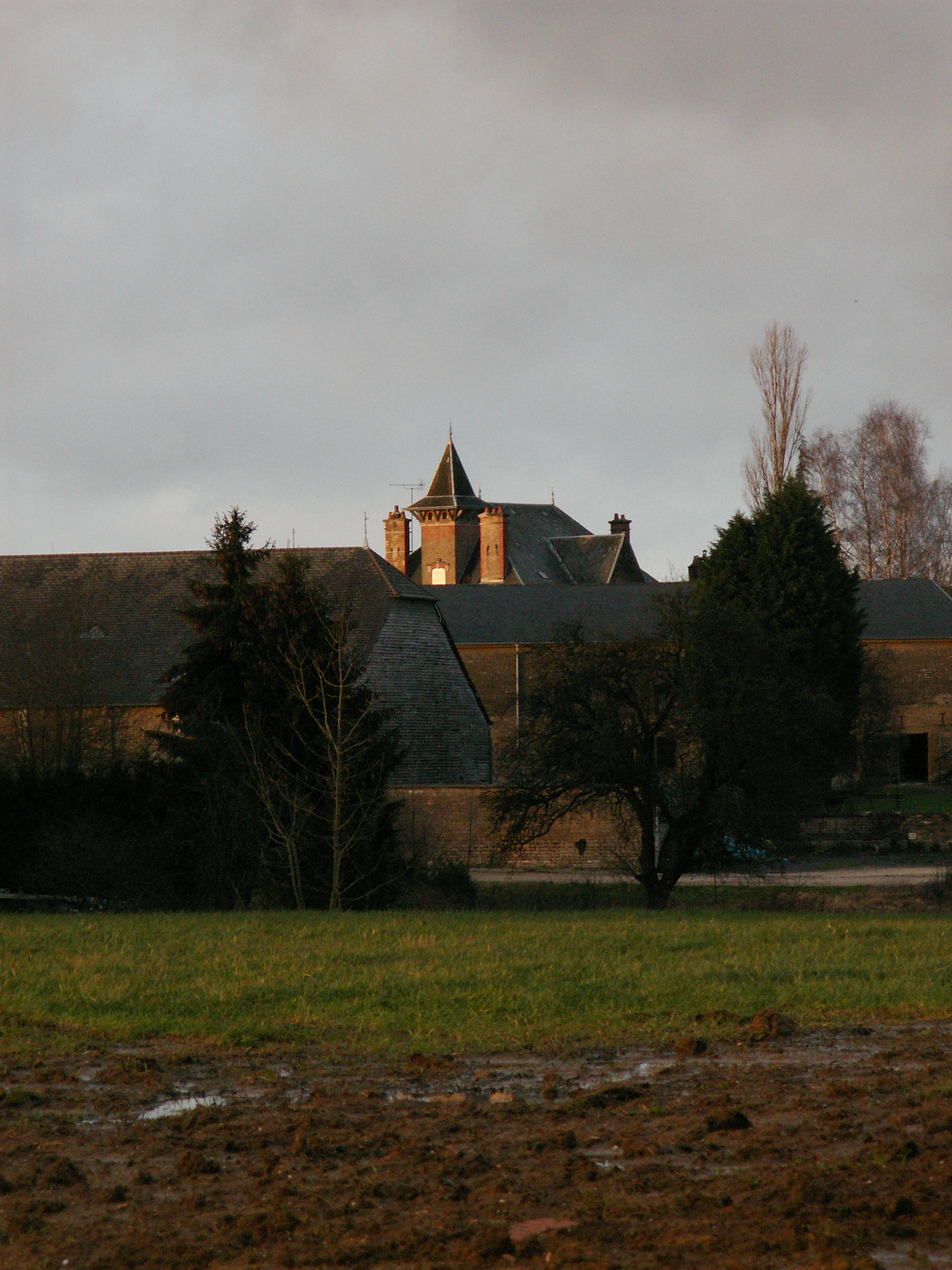
Toits du relais de poste vus depuis le sud.
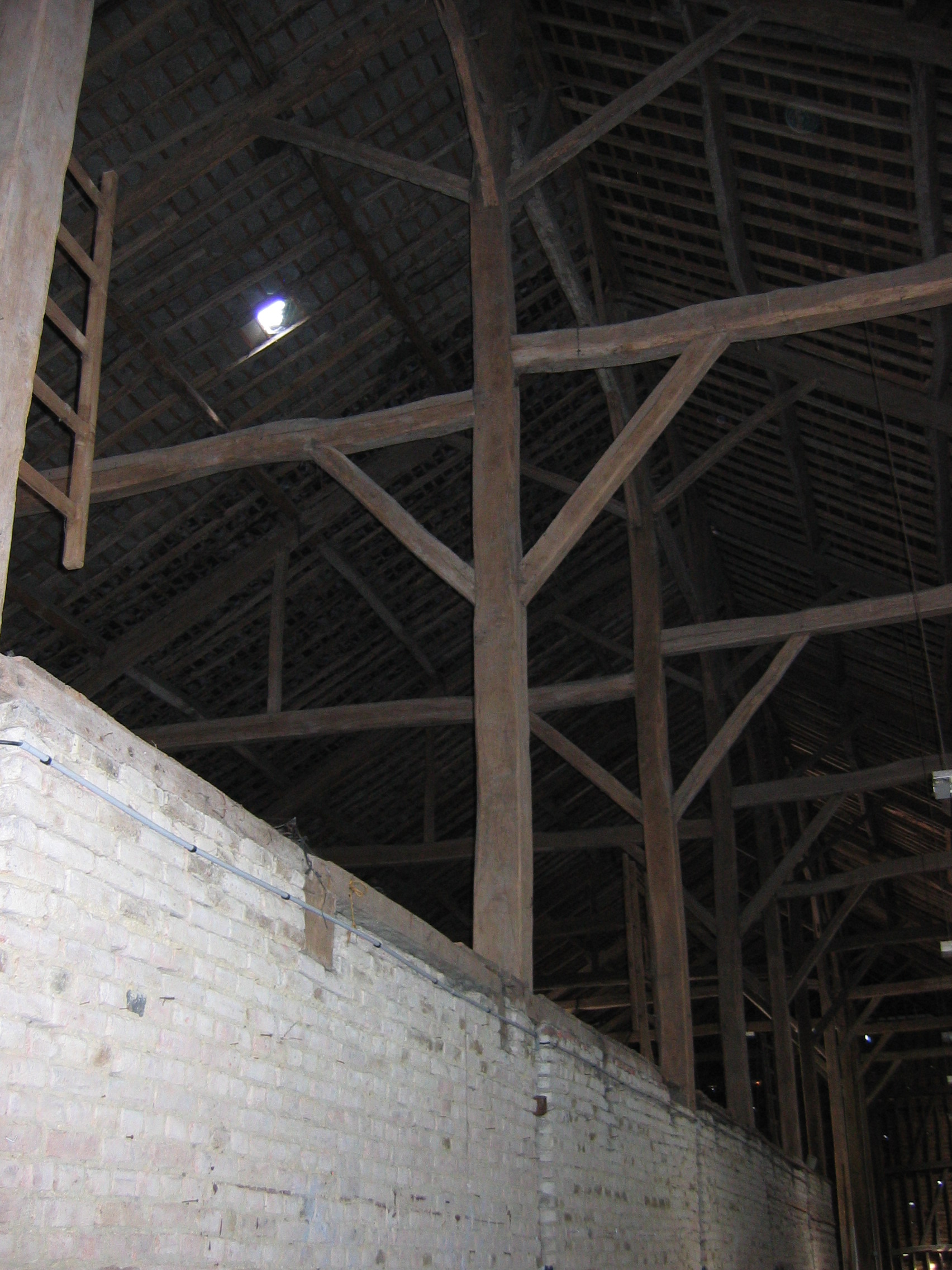
La Cathédrale de Bois.
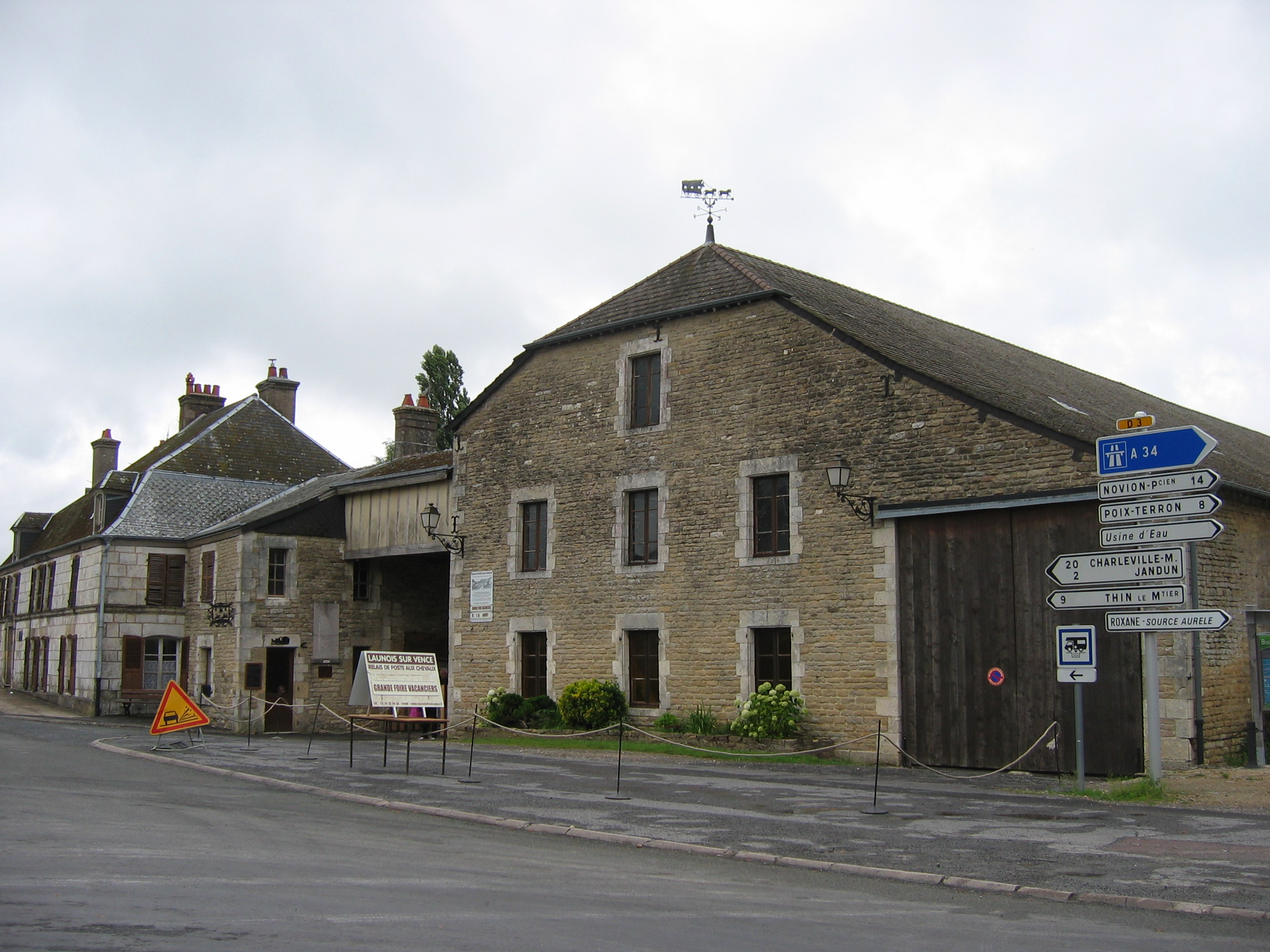
Vue extérieure depuis la route
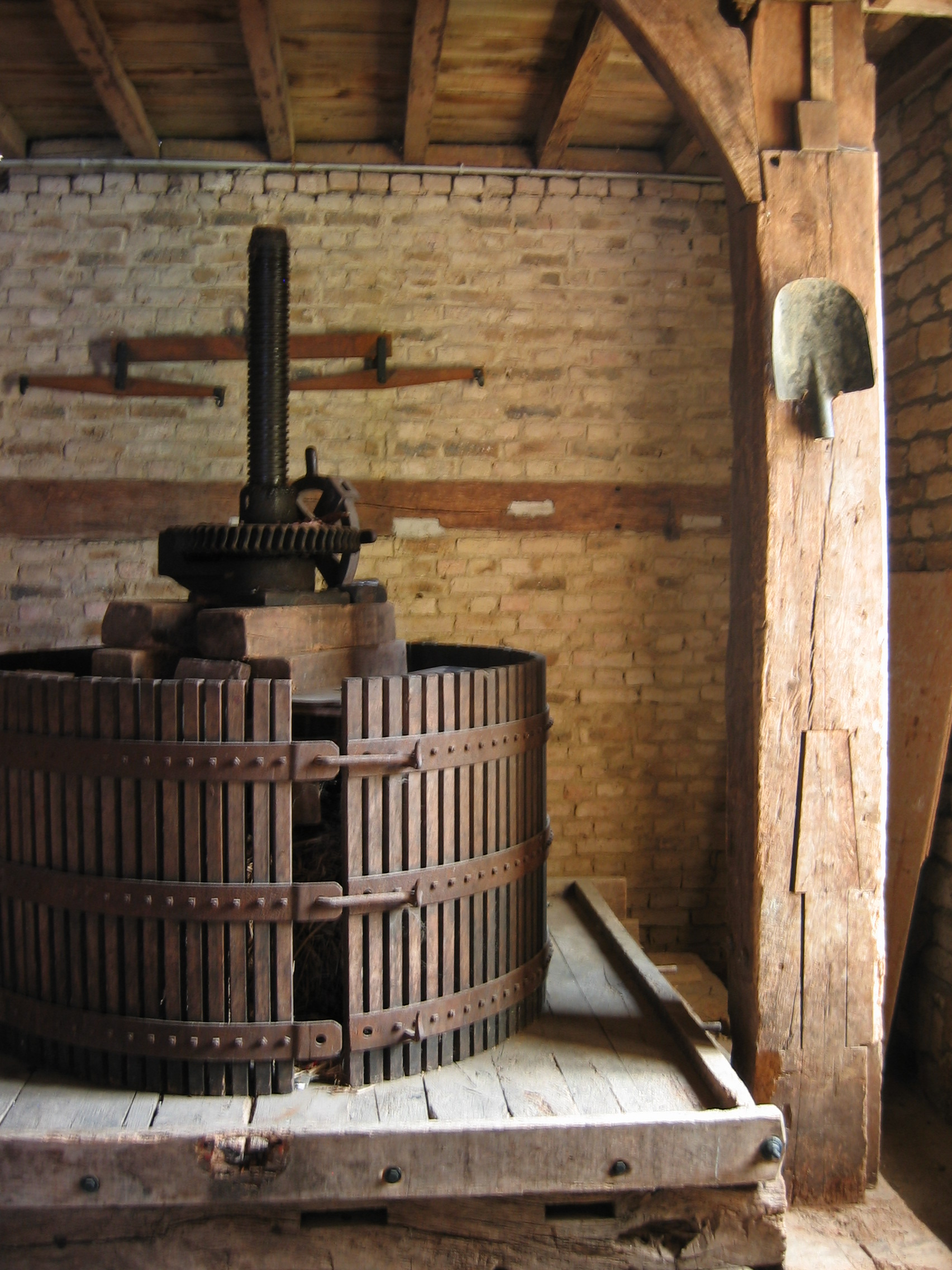
Pressoir

Les dépendances du relais accueillent aujourd'hui un verger de variétés traditionnelles d'arbres fruitiers (poiriers, pommiers, pruniers, cerisiers et noyers), ainsi qu'une roseraie constituée par un chercheur de l'INRA qui a réuni en ce lieu une collection de rosiers anciens trouvés dans les cimetières ardennais,.

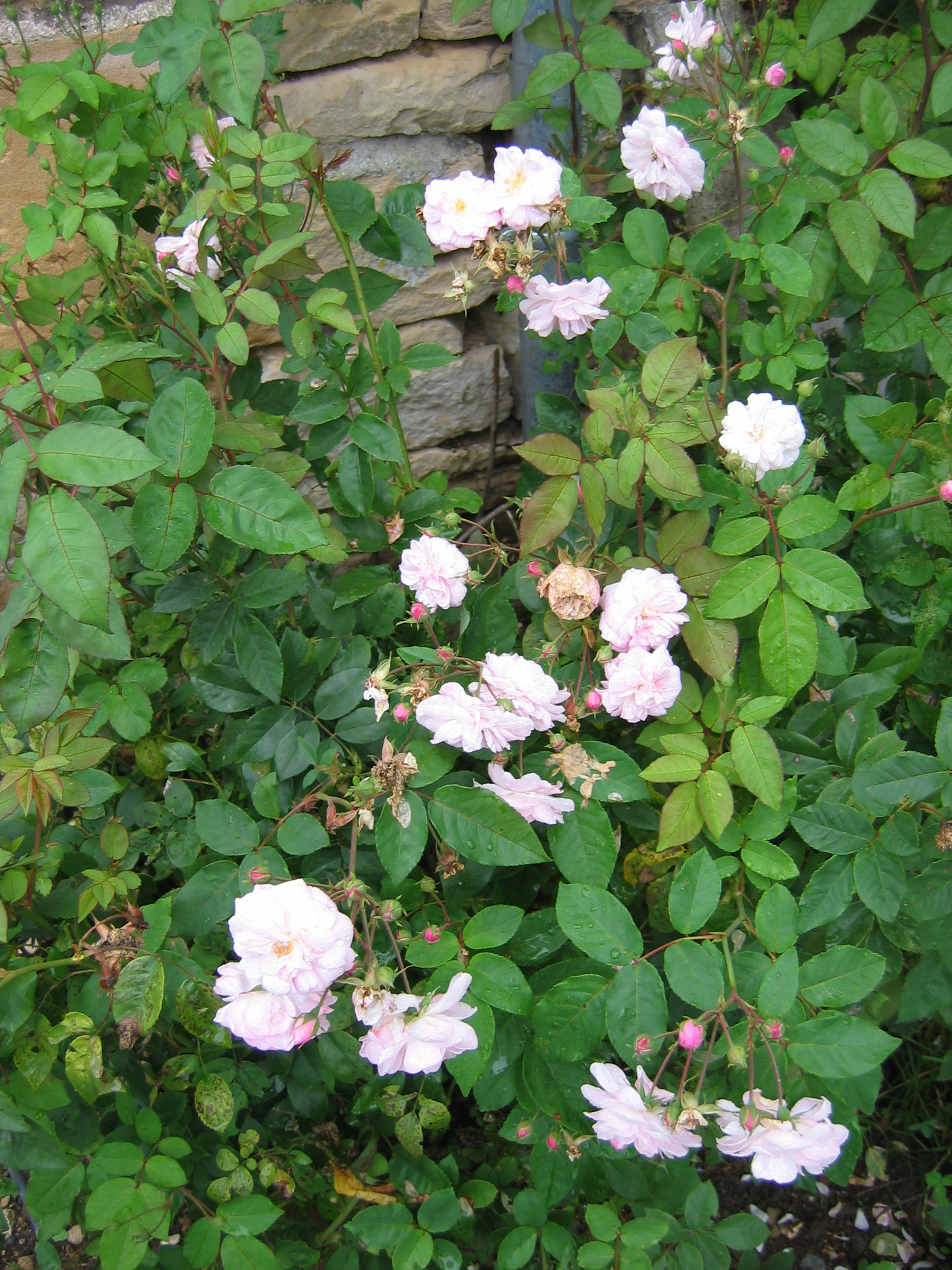
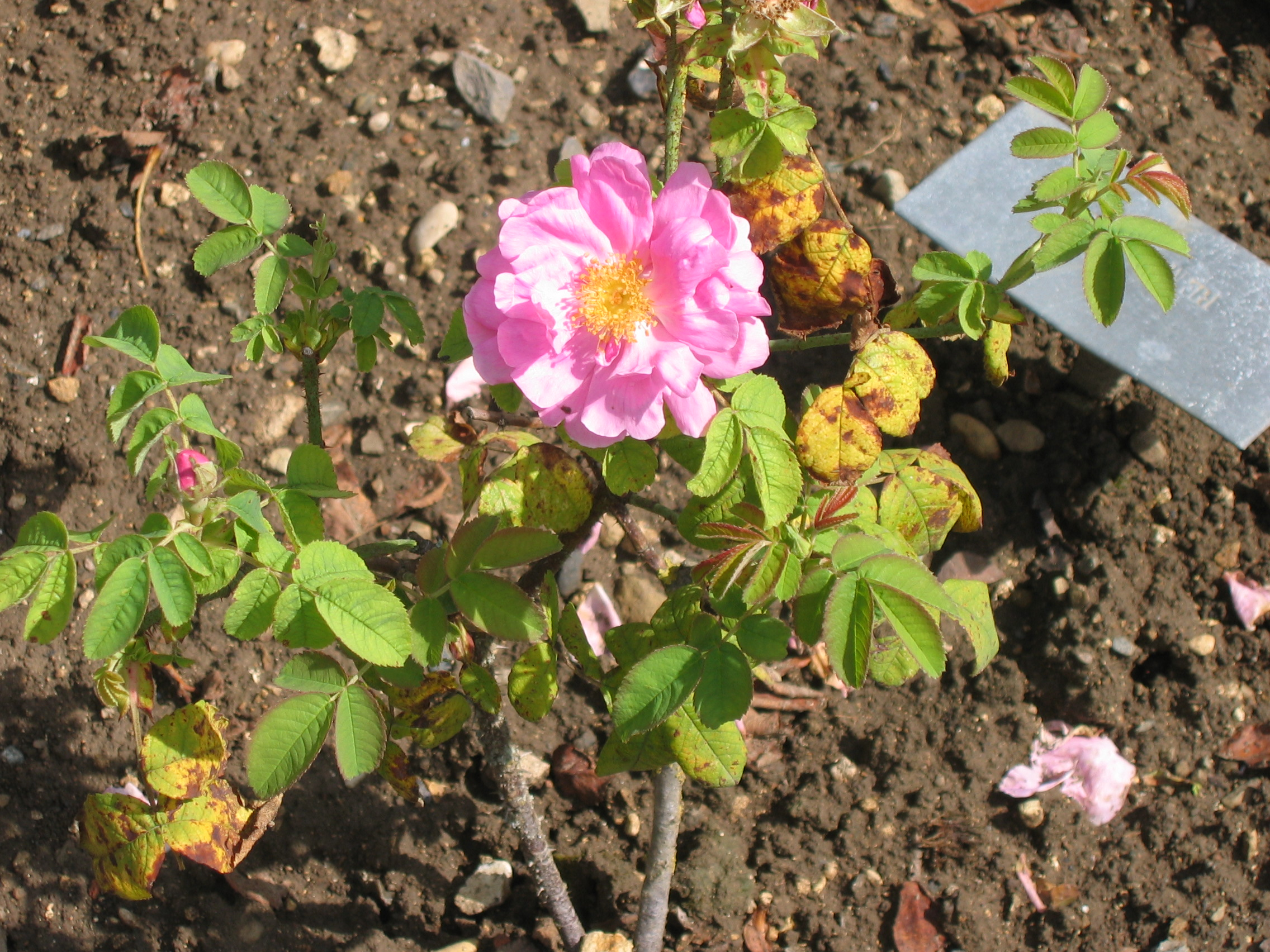
Rosiers anciens.
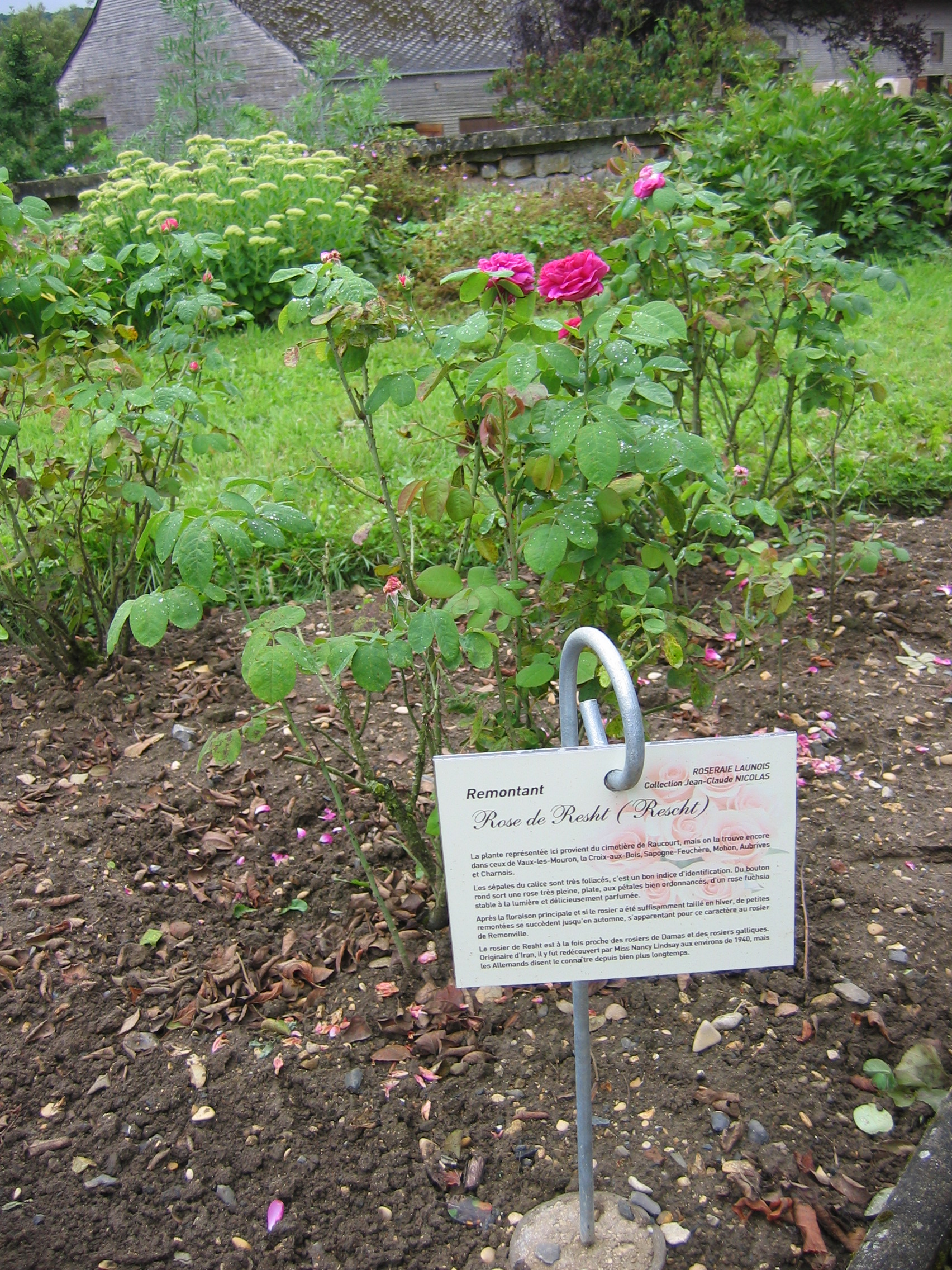
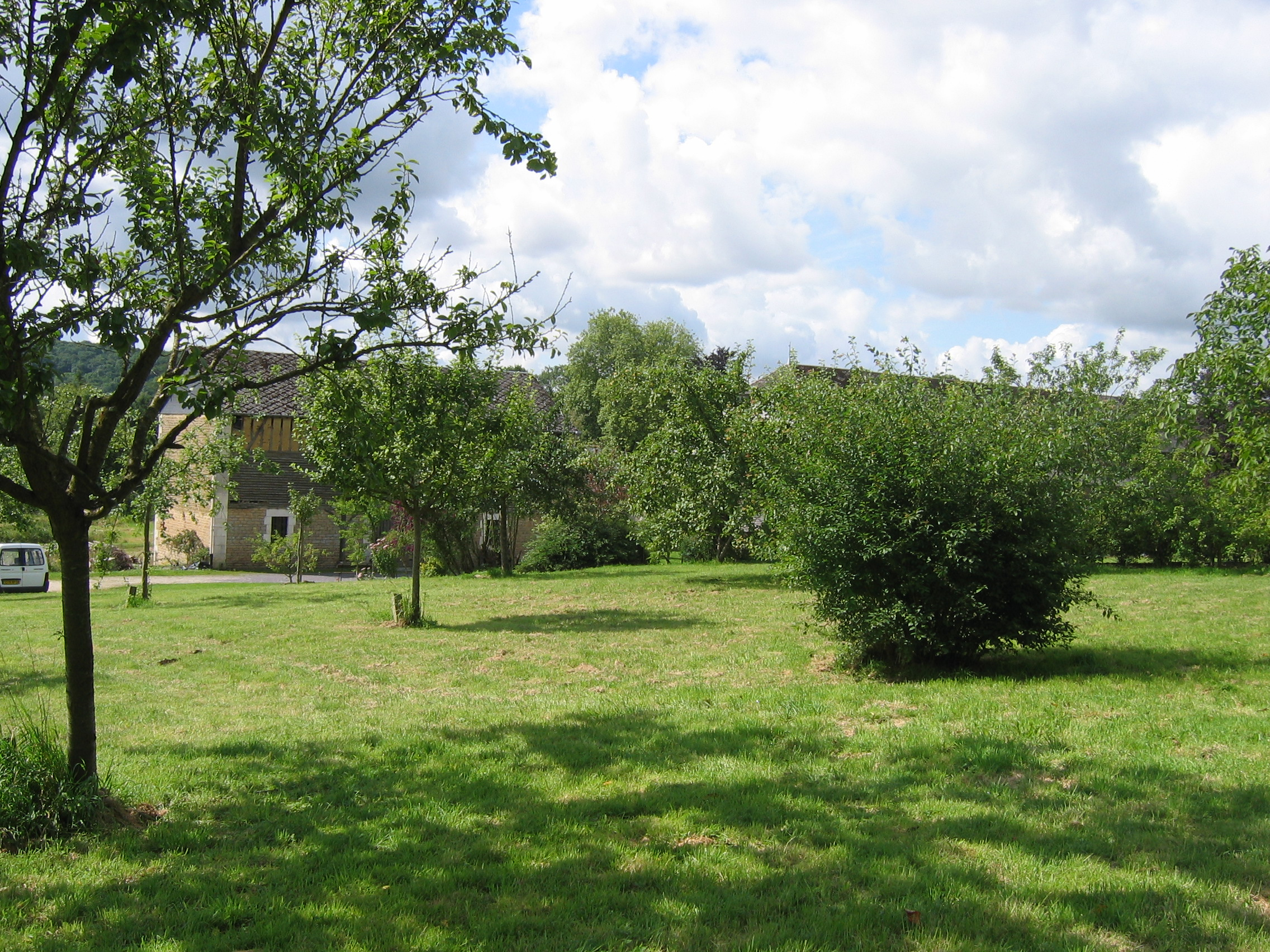
Verger.